# Hiroshi Yoshikawa
Pour les articles homonymes, voir Yoshikawa (homonymie).
Hiroshi Yoshikawa (吉川 洋, Yanaihara Hiroshi, né le 30 juin 1951) à Tokyo est un économiste japonais professeur à l'université de Tokyo.
Il a remporté le « Nikkei Economic Book Award » et le « Suntory Award » (1984), l'« Economist Award » (1993) et le « Yomiuri-Yoshino Sakuzo Award » (2000).